# 岩田順介
岩田 順介（いわた じゅんすけ、1937年7月28日 - 2006年5月5日）は、日本の政治家。衆議院議員（3期）。

## 来歴
飯塚商業高等学校（現在廃校）を経て、西日本短期大学法学部を卒業後に福岡県職員となり、飯塚土木事務所に勤務する。その後、自治労福岡県本部委員長や福岡県評副議長などを経て、1990年2月に行われた第39回衆議院議員総選挙で日本社会党の多賀谷真稔（衆議院副議長）の後継として、旧福岡2区から立候補し初当選。
社会党シャドーキャビネットにおいて田辺誠時代は自治政務次官、山花貞夫時代は官房副長官の任に就いた。そして、社会民主党を経て、1996年の旧民主党結党に参画。民主党福岡県連初代代表（松本龍は民主党九州比例代表）に就任。
小選挙区制が初導入された同年10月の第41回衆議院議員総選挙では、福岡8区から立候補。麻生太郎に敗れたものの、重複立候補していた比例九州ブロックで3選した。その際「全国で最後に議席を得た候補」として話題を呼んだ。
その後、1997年、民主党国会対策委員長に就任するなどしたが、2000年の第42回衆議院議員総選挙で落選、政界から引退した。その間、衆議院労働委員長などを歴任した。2006年5月5日、急性骨髄性白血病のため、福岡市の病院で死去した。68歳没。死没日をもって従四位に叙され、旭日中綬章を追贈された。

## 政策
- 選択的夫婦別姓制度導入に賛同[7]。